# Augusto Rangone
Augusto Rangone (Alessandria, 11 dicembre 1885 – Acqui Terme, 4 dicembre 1970) è stato un allenatore di calcio, dirigente sportivo e giornalista italiano.

## Carriera
Nato ad Alessandria, fu nel 1912 tra i fondatori della società calcistica dell'Alessandria, per la quale ricoprì i ruoli di tesoriere, di direttore tecnico, di allenatore (nella stagione 1925-26 coadiuvato da Árpád Weisz) e di dirigente.
Fu anche arbitro e capo della commissione arbitrale, oltre che dirigente della Lega Nord. Fece parte della commissione tecnica alla guida della Nazionale italiana e ne fu allenatore, guidando gli azzurri ai Giochi Olimpici del 1928 ad Amsterdam, dove ottennero il terzo posto (vennero sconfitti a fatica per 3 a 2 nella semifinale contro il fortissimo Uruguay, nazionale dominatrice in quegli anni) e la conseguente medaglia di bronzo battendo con lo storico 11 a 3 l'Egitto. Fu anche uno degli allenatori (l'altro era Vittorio Pozzo) della Nazionale italiana che prese parte alla Coppa Internazionale svoltasi tra il 1927 e il 1930.
Fu inoltre giornalista e diresse ad Alessandria, nei primi anni trenta, il bisettimanale di storia e cultura locale L'informatore.
La FIGC gli conferì il riconoscimento di "pioniere del calcio italiano" nel 1949.